# Prochaetosoma primitivum
Prochaetosoma primitivum är en rundmaskart som först beskrevs av Steiner 1916.  Prochaetosoma primitivum ingår i släktet Prochaetosoma och familjen Draconematidae. Inga underarter finns listade i Catalogue of Life.